# Északi-Zempléni-hegység
Északi-Zempléni-hegység este o arie protejată (arie specială de conservare — SAC, sit de importanță comunitară — SCI) din Ungaria întinsă pe o suprafață de 1.853,98 ha, integral pe uscat.

## Localizare
Centrul sitului Északi-Zempléni-hegység este situat la coordonatele 48°33′34″N 21°28′10″E / 48.559444°N 21.469444°E.

## Înființare
Situl Északi-Zempléni-hegység a fost declarat sit de importanță comunitară în mai 2004 pentru a proteja 2 specii de plante și 19 specii de animale. Situl a fost protejat și ca arie specială de conservare în februarie 2010.

## Biodiversitate
Situată în ecoregiunea panonică, aria protejată conține 17 habitate naturale: Păduri de fag Asperulo-Fagetum, Grohotișuri silicioase medio-europene, la altitudine înaltă, Fânețe de joasă altitudine (Alopecurus pratensis, Sanguisorba officinalis), Păduri panonice cu Quercus petraea și Carpinus betulus, Tufărișuri subcontinentale peripanonice, Formațiuni ierboase bogate în specii de Nardus, dezvoltate pe substraturi silicioase în zone montane (și în zone submontane, în Europa continentală), Păduri panonice-balcanice de stejar turcesc - stejar sesil, Liziere de ierburi înalte hidrofile de câmpie și de nivel montan până la alpin, Roci stâncoase cu vegetație pionieră de Sedo-Scleranthion sau Sedo albi-Veronicion dillenii, Fânețe montane, Pante stâncoase silicioase cu vegetație casmofită, Păduri de fag Luzulo-Fagetum, Pajiști panonice carstice (Stipo-Festucetalia pallentis), Păduri pe pante, grohotișuri și ravene de Tilio-Acerion, Păduri aluvionare cu Alnus glutinosa și Fraxinus excelsior (Alno-Padion, Alnion incanae, Salicion albae), Pajiști uscate seminaturale și facies de acoperire cu tufișuri pe substraturi calcaroase (Festuco-Brometalia) (* situri importante pentru orhidee), Păduri panonice cu Quercus pubescens.
La baza desemnării sitului se află mai multe specii protejate:
- plante (2): clopțelul cu frunze de crin (Adenophora lilifolia), sisinei (Pulsatilla grandis)
- amfibieni (1): izvoraș-cu-burta-galbenă (Bombina variegata)
- mamifere (5): lupul (Canis lupus), râs eurasiatic (Lynx lynx), liliac comun (Myotis myotis), liliacul mare cu potcoavă (Rhinolophus ferrumequinum), liliacul mic cu potcoavă (Rhinolophus hipposideros)
- nevertebrate (13): Carabus variolosus, Carabus zawadzkii, croitorul mare al stejarului (Cerambyx cerdo), Cucujus cinnaberinus, fluturele de noapte (Eriogaster catax), Isophya stysi, Limoniscus violaceus, rădașcă (Lucanus cervus), fluturele purpuriu (Lycaena dispar), Maculinea teleius, Rosalia alpina, Stenobothrus eurasius, Vertigo angustior

Pe lângă speciile protejate, pe teritoriul sitului au mai fost identificate 13 specii de plante, 6 specii de amfibieni, 3 specii de mamifere, 10 specii de nevertebrate, 5 specii de reptile.